# Višňová (Boêmia Central)
Višňová é uma comuna checa localizada na região da Boêmia Central, distrito de Příbram.